# هدنة الاثني عشر عاما
كانت هدنة الاثني عشر عامًا بمثابة وقف لإطلاق النار خلال حرب الثمانين عامًا بين إسبانيا والجمهورية الهولندية، وجرى الاتفاق عليها في أنتويرب في 9 أبريل 1609 وانتهت في 9 أبريل 1621. بدأت القوى الأوروبية مثل فرنسا في معاملة الجمهورية بصفتها دولة ذات سيادة، أما الأسبان فقد اعتبروها إجراءً مؤقتًا فُرض عليهم بسبب الإرهاق المالي والقضايا المحلية ولم يعترفوا رسميًا باستقلال هولندا حتى معاهدة وستفاليا عام 1648. سمحت الهدنة لفيليب الثالث ملك إسبانيا بتركيز موارده في مكان آخر، في حين أن الأرشيدوق ألبرت وإيزابيلا استخدماه لتوطيد حكم أسرة هابسبورغ وتنفيذ الإصلاح المضاد في جنوب هولندا.

## السياق
وصلت الحرب في البلدان المنخفضة إلى طريق مسدود في تسعينيات القرن التاسع عشر. بعد سقوط أنتويرب عام 1585، أمر الملك الإسباني فيليب الثاني ألكسندر فارنيزي بتوجيه أعماله العسكرية نحو الحملة الفاشلة للأسطول الإسباني أولًا، ثم ضد فرنسا لمنع خلافة هنري الرابع البروتستانتي. في السنوات التالية، بقي جيش فلاندرز في موقف دفاعي بالكامل. أدرك فيليب الثاني أنه غير قادر على تحمل تكلفة الحرب على ثلاث جبهات، واضطر إلى إعلان تعليق المدفوعات في عام 1596. استغل ستاتهاودر (الحاكم العام) موريس مأزق إسبانيا ببراعة. شن جيش الجمهورية سلسلة من الحملات، إذ هاجم بريدا فجأة في عام 1590، واستولى على ديفينتر وهولست ونايميخن في العام التالي ثم استولى على خرننغن في عام 1594. خسر جيش فلاندرز القسم الأعظم من مواقعه الإستراتيجية شمال الأنهار الكبرى في تلك المرحلة.
بعد اعتلاء فيليب الثالث العرش في إسبانيا وتولي الأرشيدوق ألبرت وإيزابيلا الحكم في هابسبورغ بهولندا عام 1598، حاول جيش فلاندرز إعادة سيطرته على الجمهورية الهولندية. قوبلت المحاولة بهزيمة تكتيكية في معركة نيوبورت في 2 يوليو 1600، ولكنها نجحت في تحقيق هدفها الاستراتيجي بصد الغزو الهولندي لفلاندرز. أظهر حصار أوستند المطول (1601-1604) توازن القوى بوضوح. صب الجانبان مواردًا هائلة في الحصار أو الدفاع عن بلدة تحولت إلى أنقاض. استولى أمبروجيو سبينولا، الذي خلف الأرشيدوق ألبرت بصفة قائد ميداني، في النهاية على المدينة في 22 سبتمبر 1604، وقبل بخسارة سلاوس ثمنًا لذلك.
تمكنت دبلوماسية هابسبورغ من التحرر من جبهتين. في عام 1598، أنهى هنري الرابع وفيليب الثاني الحرب الفرنسية الإسبانية بمعاهدة فيرفينس. اختتم جيمس الأول وفيليب الثالث والأرشيدوق الحرب الأنجلو-إسبانية (1585-1604) باتفاقية لندن بعد ست سنوات. أتاحت هذه المعاهدات مجتمعة لآل هابسبورغ تركيز مواردهم على الحرب ضد الهولنديين على أمل توجيه الضربة القاضية. استولى سبينولا على زمام المبادرة في العام التالي، وجلب الحرب إلى شمال الأنهار الكبرى لأول مرة منذ عام 1594. بات العدو يهدد قلب الجمهورية الهولندية فجأة. بحلول عام 1606، استولى الجيش الإسباني على أولدنزال ولوخيم ولينغن وراينبرغ وجروينلو على الرغم من جهود موريس من ناسو. لم يمنعوا رغم ذلك حلفاء الجمهورية من مواصلة دعمهم المادي. علاوة على ذلك، جاءت سيطرة هابسبورغ على البلدان المنخفضة بثمن باهظ. لم يوجه الإسبان الضربة القاضية التي كانوا يأملونها. في عام 1605، حققت شركة الهند الشرقية الهولندية تقدمًا هامًا في تجارة التوابل البرتغالية عبر إنشاء قواعد في جزر الملوك. شكلت هذه التطورات تهديدًا خطيرًا يشير إلى أن الصراع قد ينتشر أكثر في الإمبراطورية الإسبانية وراء البحار. في 9 نوفمبر 1607، أعلن فيليب الثالث تعليق المدفوعات. أدى توازن القوى إلى توازن الإنهاك. استعد الطرفان أخيرًا لبدء المفاوضات بعد عقود من الحرب.

## المؤتمرات
بدأ الطرفان المتعارضان في طرح مبادرات منفصلة في وقت مبكر من موسم الحملة عام 1606. كُثفت الاتصالات حين أصدر ألبرت تعليمات للأب جان نين في مارس 1607 بالسعي لإجراء التمهيدات اللازمة من أجل بدء المفاوضات الرسمية. نشأ نين بروتستانتيًا، وتحول إلى الكاثوليكية وانضم إلى الرهبنة الفرنسيسكان. مع ذلك، لا يبدو أن هذه الخطوة قد كلفته علاقته طويلة الأمد بالحاكم العام المدعو مورتيس، وهي حقيقة جعلته وسيطًا ذا قيمة. تحت ستار زيارة والدته في المقاطعات المتحدة، سافر نيين بين بروكسل ولاهاي. أصر برلمان الجمهورية على الاعتراف الأولي باستقلالها، وهو ما وافق عليه ألبرت مع وجود تحفظات هامة.
في 12 أبريل 1607، وافقت المقاطعات المتحدة وهولندا التابعة لهابسبورغ على وقف إطلاق النار، بقي الاتفاق ساري المفعول لمدة ثمانية أشهر ودخل حيز التنفيذ في 4 مايو. جرى تمديد وقف إطلاق النار في وقت لاحق ليشمل العمليات البحرية. كان من الصعب الحصول على موافقة فيليب الثالث حتى ذلك الحين. أصيب الملك بالفزع من استعداد ألبرت للتنازل عن نقطة الاستقلال. أجبره الوضع اليائس للمالية الإسبانية على التصديق على الاتفاقية. مُدد وقف إطلاق النار عدة مرات للسماح بإجراء المفاوضات التي أدت في نهاية المطاف إلى توقيع هدنة الاثني عشر عاما.
افتتح مؤتمر السلام في لاهاي في 7 فبراير 1608. جرت المفاوضات في بيننهوف، في غرفة عُرفت منذ ذلك الحين باسم تريفيزال. رفض الحاكم العام مورتيس المشاركة في المؤتمر، لذلك سُلمت قيادة وفد الجمهورية إلى ابن عمه ويليام لويس من ناساو، وهو الحاكم العام لأفريزلند وخرننغن ودرنتة. كان كبير المفاوضين على الجانب الهولندي هو المحامي الهولندي صاحب النفوذ ورئيس حكومة هولندا المدعو يوهان فان أولدينبارنفلت. ترأس أمبروجيو سبينولا وفد هابسبورغ الهولندي، وكان المشارك القائد للمفوضات هو الرئيس جان ريتشاردوت. عاونهم نين، وزير الخارجية والحرب، والدون خوان دي مانشيسيدور، ومحضر الجلسة لويس فيريكين. لم يتواجد مفوض مفرد لينوب عن ملك إسبانيا. كُلف مندوبو الأرشيدوق للتفاوض نيابة عنه.
أرسل عدد من الأمراء وفودًا إلى المؤتمر. قاد فريق الوسطاء الفرنسي المفاوض الخبير ورئيس برلمان بورغوندي، بيير جانين. ترأس الوفد الإنجليزي السفير في لاهاي ووزير الخارجية المستقبلي رالف وينوود. أرسل الملك كريستيان الرابع ملك الدنمارك مستشاره المستقبلي جاكوب أولفيلدت. مثّل الوسطاء الآخرون البالاتينات وبراندنبورغ وأنسباخ وهسن كاسل. أرسل ناخب كولونيا ودوق يوليش وكليفز مراقبين. غادر معظم هؤلاء المندوبين مع انتهاء المؤتمر، وبقي الوسطاء الفرنسيون والإنجليز فقط حتى النهاية.
فشل المؤتمر في التوصل إلى اتفاق بشأن شروط معاهدة السلام وانفض في 25 أغسطس. لم يتمكن الطرفان من التنازل فيما يخص مسائل التجارة الاستعمارية والدين. طالب آل هابسبورغ الهولنديين بوقف كل الملاحة جنوب خط الاستواء احتياطًا من الإمبراطورية الإسبانية. رفضت المقاطعات المتحدة التجارية دفع هذا الثمن مقابل السلام. ألهم هذا الطلب هوغو غروتيوس بنشر كتابه الشهير بحر الحرية دفاعًا عن الرفض الهولندي. بالمثل، رفضت المقاطعات المتحدة طلب هابسبورغ بمنح الكاثوليك في الجمهورية حرية الدين واعتبروه تدخلًا في شؤونهم الداخلية. على الرغم من هذه النكسات، نجح الوسطاء الفرنسيون والإنجليز في إقناع الجانبين بالتوصل إلى هدنة طويلة. كان من شأن الهدنة أن تحفظ السلام، مع الحفاظ على الصمت فيما يتعلق بجميع الموضوعات الخلافية. بعد التفكير في فترات أطول وأقصر، تحددت مدة الهدنة باثني عشر عامًا.
استؤنفت المحادثات الرسمية في 28 مارس 1609 في قاعة مدينة أنتويرب. في 9 أبريل وقع الوفدان على النص. كانت عملية إقرار الاتفاقية صعبة.  خشيت بعض مدن الجمهورية مثل أمستردام ودلفت أن تؤدي الهدنة إلى تقليص تجارتها. استاءت ولايات زيلند من خسارة الدخل بسبب القرصنة التفويضية وأصرت على الاستمرار في حصار شيلدت. كان لدى فيليب الثالث أسبابه الخاصة للتراجع. استغرق الأمر عدة بعثات من المحكمة الأرشدوقية قبل أن يصبح مستعدًا للتصديق على المعاهدة في 7 يوليو 1609.